# Gimnotiformes

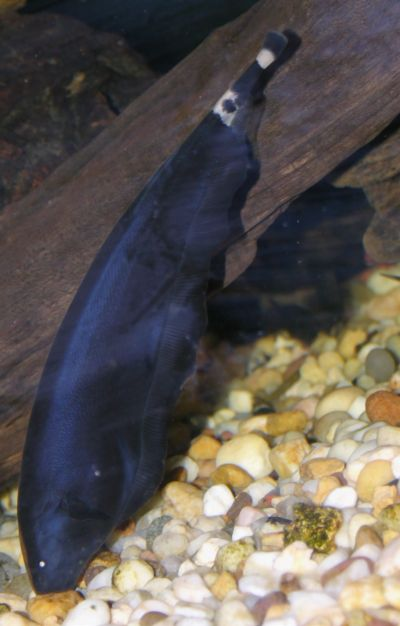
Apteronotus albifrons

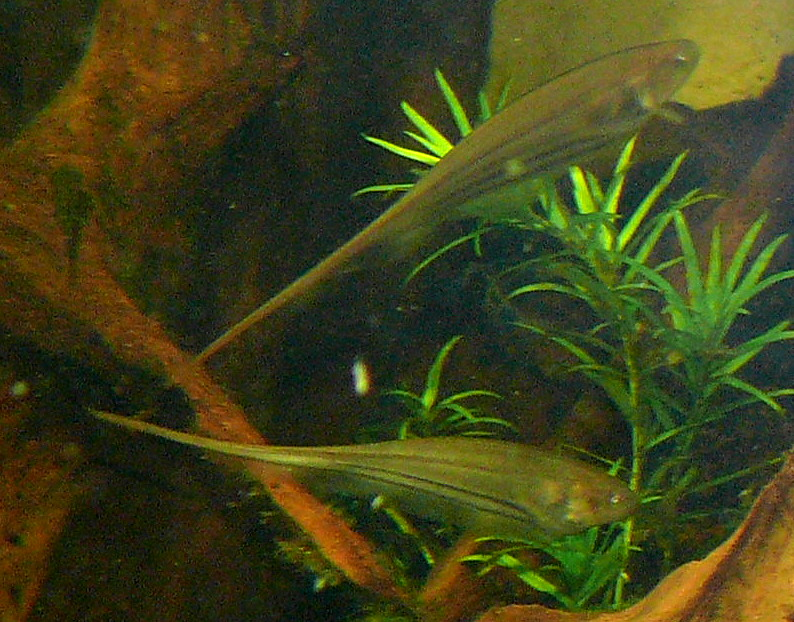
Eigenmannia lineata

Els gimnotiformes (Gymnotiformes) són un ordre de peixos de riu teleòstis entre els quals s'inclouen els peixos elèctrics d'Amèrica del Sud i els anomenats peixos ganivet. Es distribueixen per zones tropicals humides des de Guatemala fins al nord de l'Argentina.
Són d'hàbits nocturns i tenen òrgans capaços de generar un camp elèctric. Potser l'espècie més coneguda és l'anguila elèctrica (Electrophorus electricus) que utilitza poderoses descàrregues de fins a 600 volts per caçar i defensar-se. En cada espècie el camp elèctric és distint i característic.

## Sistemàtica
Hi ha unes 150 espècies conegudes, en més de 30 gèneres dins sis famílies, però el nombre d'espècies reals és desconegut.
- Subordre Gymnotoidei
  - Família Electrophoridae
    - Electrophorus

  - Família Gymnotidae - Peixos ganivet bandejats i Anguiles elèctriques
    - Gymnotus
- Subordre Sternopygoidei
  - Família Apteronotidae
    - Adontosternarchus
    - Apteronotus
    - Compsaraia
    - Magosternarchus
    - Megadontognathus
    - Orthosternarchus
    - Parapteronotus
    - Platyurosternarchus
    - Porotergus
    - Sternarchella
    - Sternarchogiton
    - Sternarchorhamphus
    - Sternarchorhynchus

  - Família Hypopomidae
    - Brachyhypopomus
    - Hypopomus
    - Hypopygus
    - Microsternarchus
    - Racenisia
    - Steatogenys
    - Stegostenopos

  - Família Rhamphichthyidae - Peixos ganivet de sorra
    - Gymnorhamphichthys
    - Iracema
    - Rhamphichthys

  - Família Sternopygidae - Peixos ganivet de vidre
    - Archolaemus
    - Distocyclus
    - Eigenmannia
    - Rhabdolichops
    - Sternopygus

## Evolució
Els gimnotiformesderiven de l'ordre germà dels siluriformes, altres membres dels ostariofisis, un llinatge de peixos d'aigua dolça primitius. Es distribuïen per la part occidental del supercontinent Gondwana en l'actual Amèrica del Sud. Els darrers fòssils són del Miocè a Bolívia.